# Qu'est-ce que le Tiers-État ?
Qu'est-ce que le Tiers-État ? est un pamphlet publié par l'abbé Sieyès en janvier 1789 en prélude à la réunion des États généraux.
Sieyès y présente et critique la situation du moment, et indique les réformes souhaitables, notamment que le vote de chaque ordre se fasse proportionnellement à sa représentativité réelle dans la nation (évidemment favorable au Tiers-État, qui représente près de 98 % des Français). Il donne les prémices de l'avènement d'une assemblée nationale constituante.
Le texte de Sieyès se vend à 30 000 exemplaires en l'espace d'à peine 4 semaines.

## Extrait
« Qu'est-ce que le Tiers-État ? Le plan de cet Écrit est assez simple. Nous avons trois questions à nous faire.

1º Qu’est-ce que le Tiers-État ? Tout.

2º Qu’a-t-il été jusqu’à présent dans l’ordre politique ? Rien.

3º Que demande-t-il ? À devenir quelque chose. »

Et Sieyès de poursuivre :

« Qui donc oserait dire que le Tiers-État n’a pas en lui tout ce qu’il faut pour former une nation complète ? Il est l’homme fort et robuste dont un bras est enchaîné. Si l’on ôtait l’ordre privilégié, la Nation ne serait pas quelque chose de moins, mais quelque chose de plus. Ainsi qu’est ce que le Tiers-État ? Tout, mais un tout entravé et opprimé. Que serait-il sans l’ordre privilégié ? Tout. Mais un tout libre et florissant. Rien ne peut aller sans lui, tout irait infiniment mieux sans les autres.

On verra si les réponses sont justes. Nous examinerons ensuite les moyens que l’on a essayés, et ceux que l’on doit prendre, afin que le Tiers-État devienne, en effet, quelque chose. Ainsi nous dirons :

4º Ce que les Ministres ont tenté, et ce que les Privilégiés eux-mêmes proposent en sa faveur.

5º Ce qu’on aurait dû faire.

6º Enfin, ce qui reste à faire au Tiers pour prendre la place qui lui est due. »

## Contexte
Sieyès rédige son pamphlet à la veille de la Révolution française. Celle-ci va d'abord conduire une révolution juridique, entamée dès le 5 mai 1789 lorsque les États généraux se réunissent à Versailles, et entièrement inspirée des idées de « l'oracle de la science politique ».
En effet, l'assemblée va se proclamer « représentative », en ce qu'elle n'a pas seulement la tâche d'assister le Roi, mais en ce qu'elle est détentrice de la souveraineté. Cette formidable affirmation tient au fait que les députés du Tiers-État, d'origine bourgeoise ou de la noblesse de robe, sont désireux de fusionner les trois ordres en un seul, dans le but de refonder la monarchie. À la suite du 17 juin 1789 et surtout du Serment du Jeu de paume trois jours plus tard, l'Assemblée dite nationale se proclame Assemblée constituante le 9 juillet de la même année, avant que n'éclatent les révolutions populaires le 13 et 14.

Le pamphlet de Sieyès servira de base à cette nouvelle assemblée : la mission de la nation qu'elle incarne est de lui donner des institutions, en vertu de la nouvelle légitimité du pouvoir dont elle seule est détentrice.

## La nation ou le principe de la légitimité politique

### L'exclusion de la noblesse
Sieyès a défini le soubassement idéologique de la Révolution juridique française de juin 1789, puisqu'il a systématisé le concept de la Nation.
Fondamentalement, le texte n'est pas une œuvre de réflexion philosophique profonde, éthique ou sociologique. Le but de l'abbé était essentiellement d'abolir les privilèges de la noblesse, en l'excluant de la pratique du pouvoir. En fait, c'est avec des considérations économiques qu'il explique et justifie l'utilité sociale du tiers-état, travailleur acharné, exécutant de nombreuses tâches pour l'intérêt général. La noblesse, elle, ne défend selon lui que des intérêts particuliers, et ne peut donc être intégrée dans le corps social. La nuit du 4 août et le 6 août 1789, l'Assemblée nationale constituante donne raison à Sieyès et abolit les privilèges puis les droits féodaux en France.

### Le fondement du constitutionnalisme
« La nation existe avant tout, elle est l'origine de tout. […] Sa volonté est toujours légale, elle est la loi elle-même. »

Par ce postulat, Sieyès inscrit la nation comme le seul principe constituant possible dans l'État, et cette nation ne s'exprime que lorsqu'elle est dotée d'une Constitution. La nation est un donné, et non un construit, il sera nécessaire de donner des institutions à celle-ci, afin qu'elle puisse organiser le bonheur du peuple.

### La représentation
Par opposition à Rousseau, l'abbé Sieyès défend la représentation politique et non le mandat impératif. Il postule que la nation est homogène. Nécessairement, le corps politique (la nation et sa Constitution) l'est aussi, et il commande lui-même un pouvoir unitaire (l'Assemblée) grâce à la représentation. En effet, si le corps est uni, ses représentants le seront également. Grâce à ce concept, une volonté nationale unitaire sera exprimée dans les organes constitutionnels.
Pour cette raison, les députés du tiers état obtiennent du Roi le 27 juin 1789 la fusion des trois corps en une seule et même assemblée.
La notion de la représentation peut être définie de la manière suivante : si le « principe de toute souveraineté réside essentiellement dans la nation » (article 3 de la Déclaration des droits de l'homme de 1789), il faut que l'unité du pouvoir se dégage de la diversité sociale. Il est impossible dans ce contexte de conserver des ordres imperméables entre eux, et la représentation doit être individualiste, souveraine et générale.